# فرودگاه نیروی هوایی سلطنتی لیمنپن
فرودگاه نیروی هوایی سلطنتی لیمنپن (به انگلیسی: RAF Lympne) یک فرودگاه نظامی است که یک باند فرود چمن دارد و طول باند آن ۱۳۷۲ متر است. این فرودگاه در کشور انگلستان قرار دارد .